# Пратер
Пратер (нім. Prater) — велика паркова зона Відня, що розташована в межах міста між Дунаєм і Дунайським каналом, на тому місці, де раніше були ліси і луки.

## Історія
Перша згадка про Пратер в документах датується 1162 роком і визначає Пратер, назва якого, мабуть, походить від ісп. prado — луг, як імператорські мисливські угіддя. Засновником безпосередньо парку в 1537 став імператор Фердинанд I, що заклав головну каштанову алею.
Імператор Йосип II у 1766 зробив парк громадським місцем відпочинку, після чого в Пратері полюбили відпочивати не тільки вельможі, а й прості жителі Відня. Родзинкою парку тих часів стали феєрверки на лузі Єзуїтів. На головній алеї відкрилися три кав'ярні, в яких виступали відомі музиканти, такі як Бетховен і Ланнер.
У 1897 англійським інженером В. Б. Бассетом було сконструйовано і встановлено в парку Пратер колесо огляду на 15 кабін, що мало висоту 64,75 м, яке незабаром стало другим символом Відня — після собору святого Стефана.

## Опис
Сьогоднішній Пратер складається з двох частин: велику частину займає територія, покрита гаями і галявинами, іншу, меншу — розважальний парк. У ньому представлені всі можливі види розваг: американські гірки, «печери страху», ігрові зали, тири тощо. По всій території Пратера курсує поїзд ліліпутської залізниці з маленьким дизельним локомотивом, будучи улюбленою розвагою туристів.

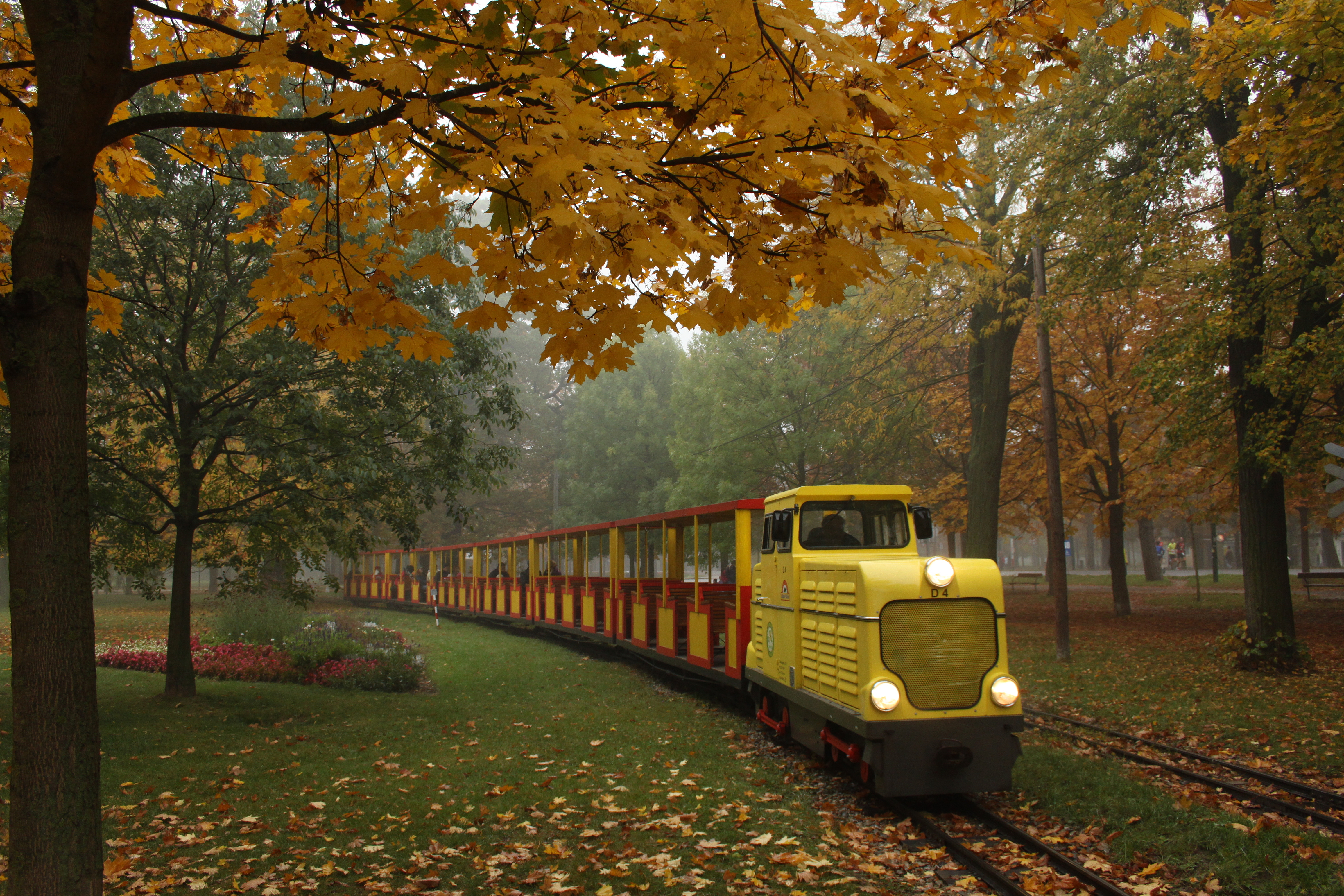
Дитяча залізниця

Площа парку займає понад 6 км². Зазвичай ця назва асоціюється з парком атракціонів. Насправді гойдалки і каруселі — лише частина Пратера, так званий «сосискова» або «народний» Пратер.
Більша ж частина зі згаданих шести кілометрів доводиться на «зелений» Пратер, старий тінистий парк, місцями майже ліс — улюблене місце відпочинку містян, де можна кататися на велосипеді або роликових ковзанах, влаштовувати пікніки, бігати підтюпцем, бродити по тінистих алеях, засмагати на галявині або сидіти на лавці з книжкою.
Що стосується колеса огляду, то слід врахувати, що в Пратері їх два: велике нове і старовинне, що трохи менше. У програму-мінімум, як правило, входить старовинне, побудоване в 1897 році, колесо. Воно відкрите в рік п'ятдесятирічного ювілею коронації імператора Франца Йосифа і довгі роки залишалося найвищим у світі.
Так само як і без колеса огляду, немислимий Пратер і без пивного ресторану «Schweizerhaus». Сьогодні двері цього закладу відкриті для 2400 гостей, яким 125 співробітників пропонують традиційні страви віденської кухні: шніцель, гуляш, свинячий окіст айсбайн з квашеною капустою, деруни і, звичайно ж, пиво: бочкове і пляшкове, темне і світле. У спекотні дні в ресторані продається до 7000 пивних кухлів.
Пратер відкритий з 15 березня по 31 жовтня.